# Buddleja madagascariensis
Buddleja madagascariensis är en flenörtsväxtart som beskrevs av Jean-Baptiste de Lamarck. Buddleja madagascariensis ingår i släktet buddlejor, och familjen flenörtsväxter. Inga underarter finns listade i Catalogue of Life.

## Bildgalleri

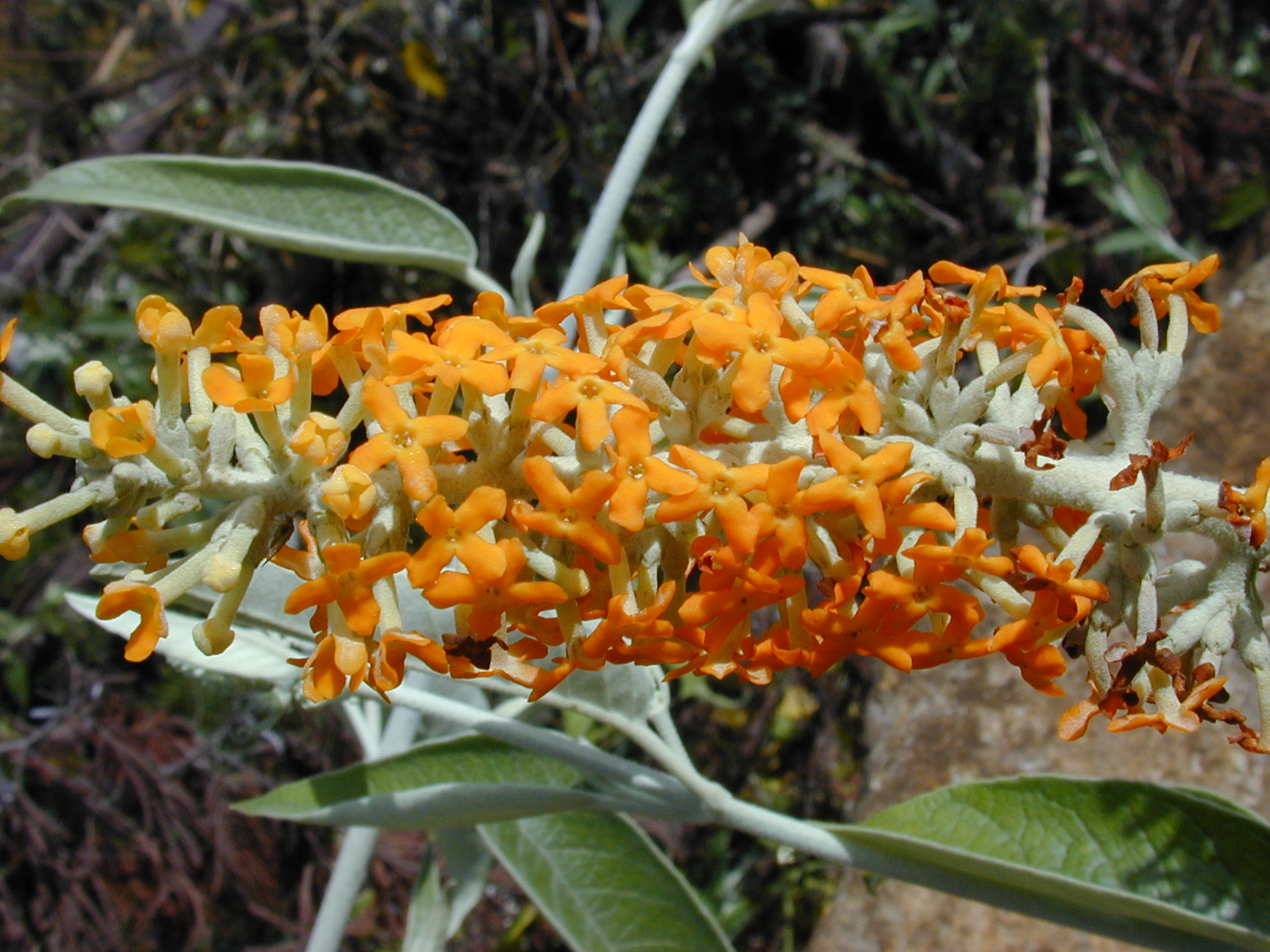
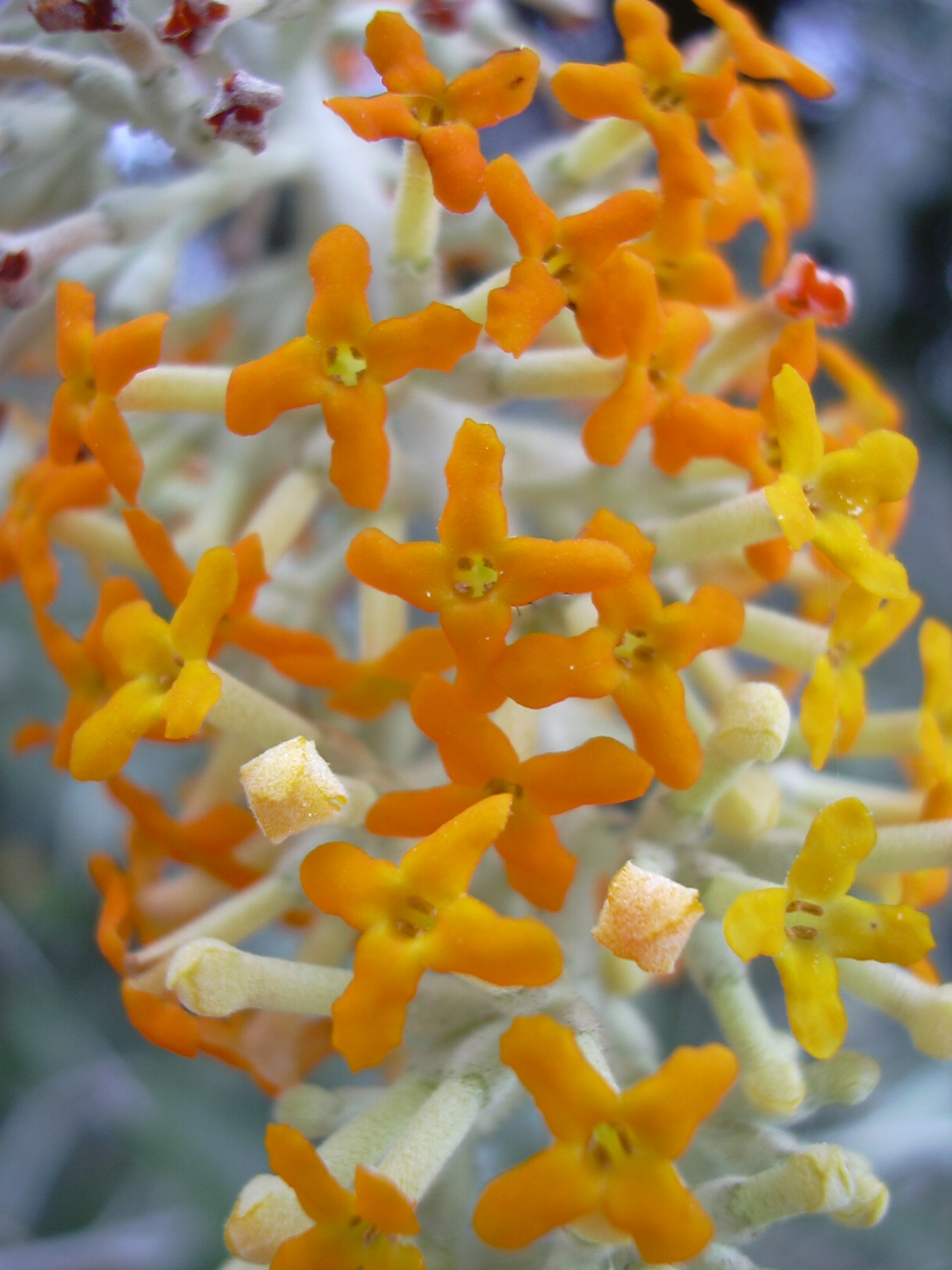
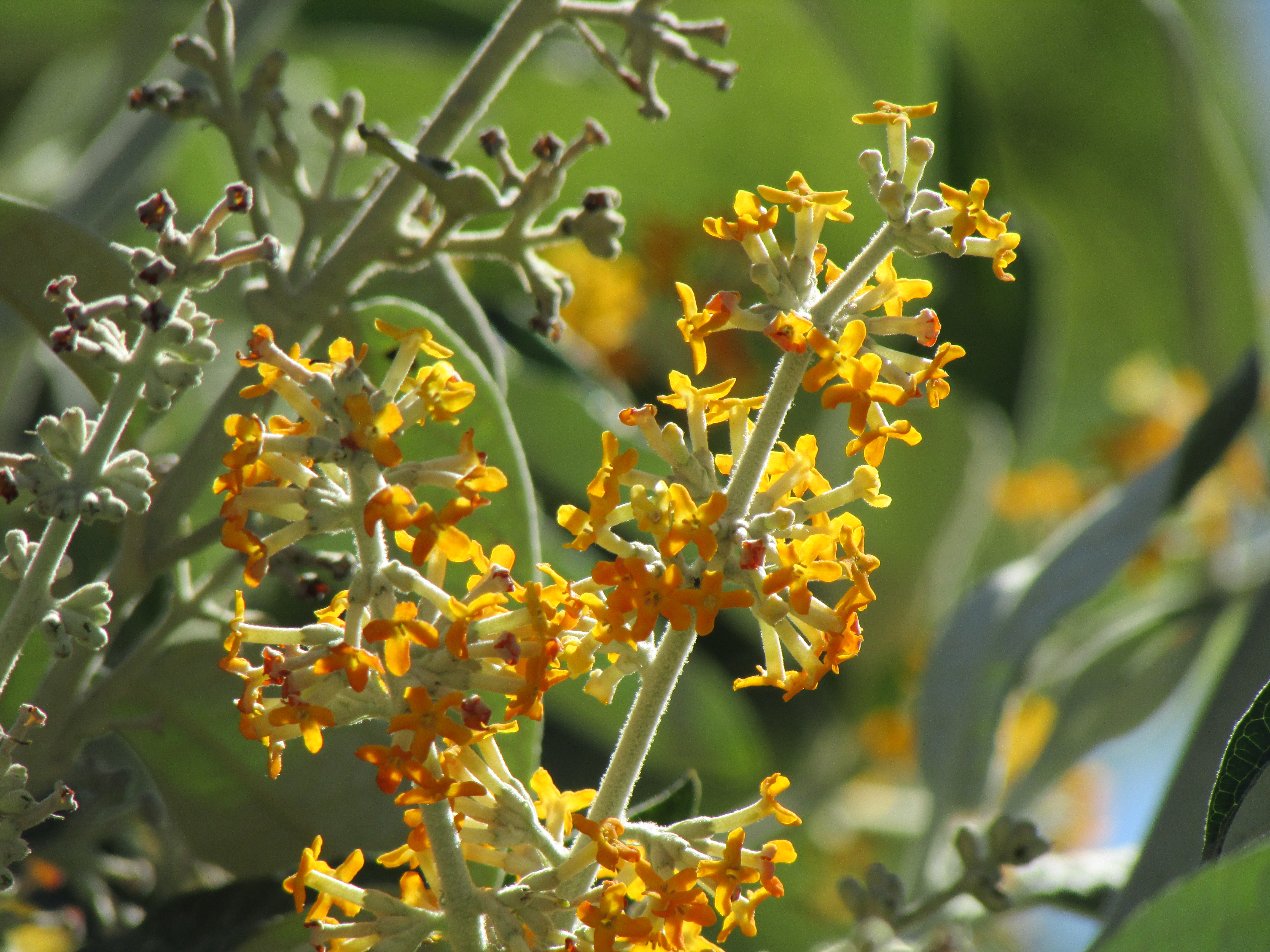
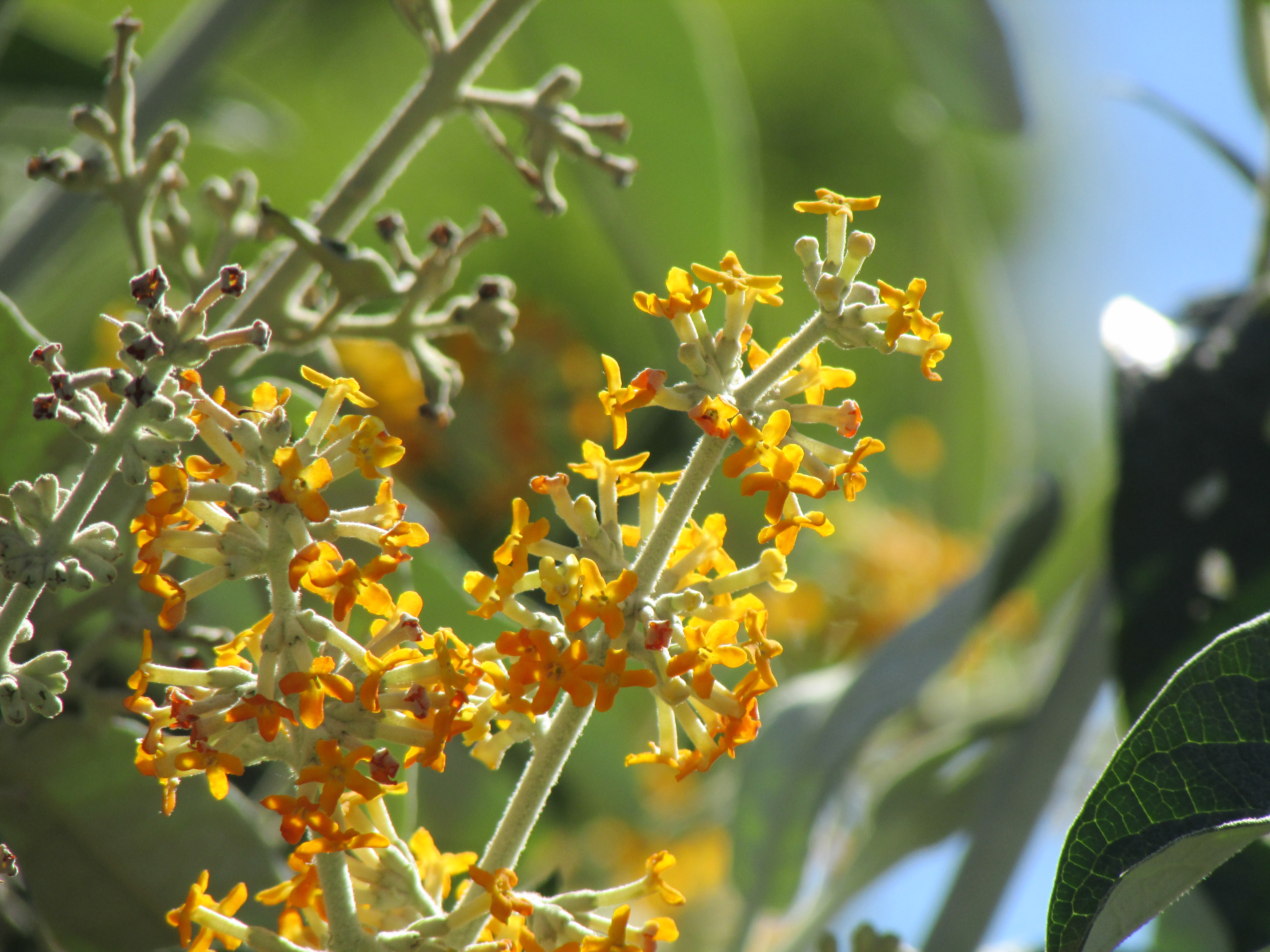
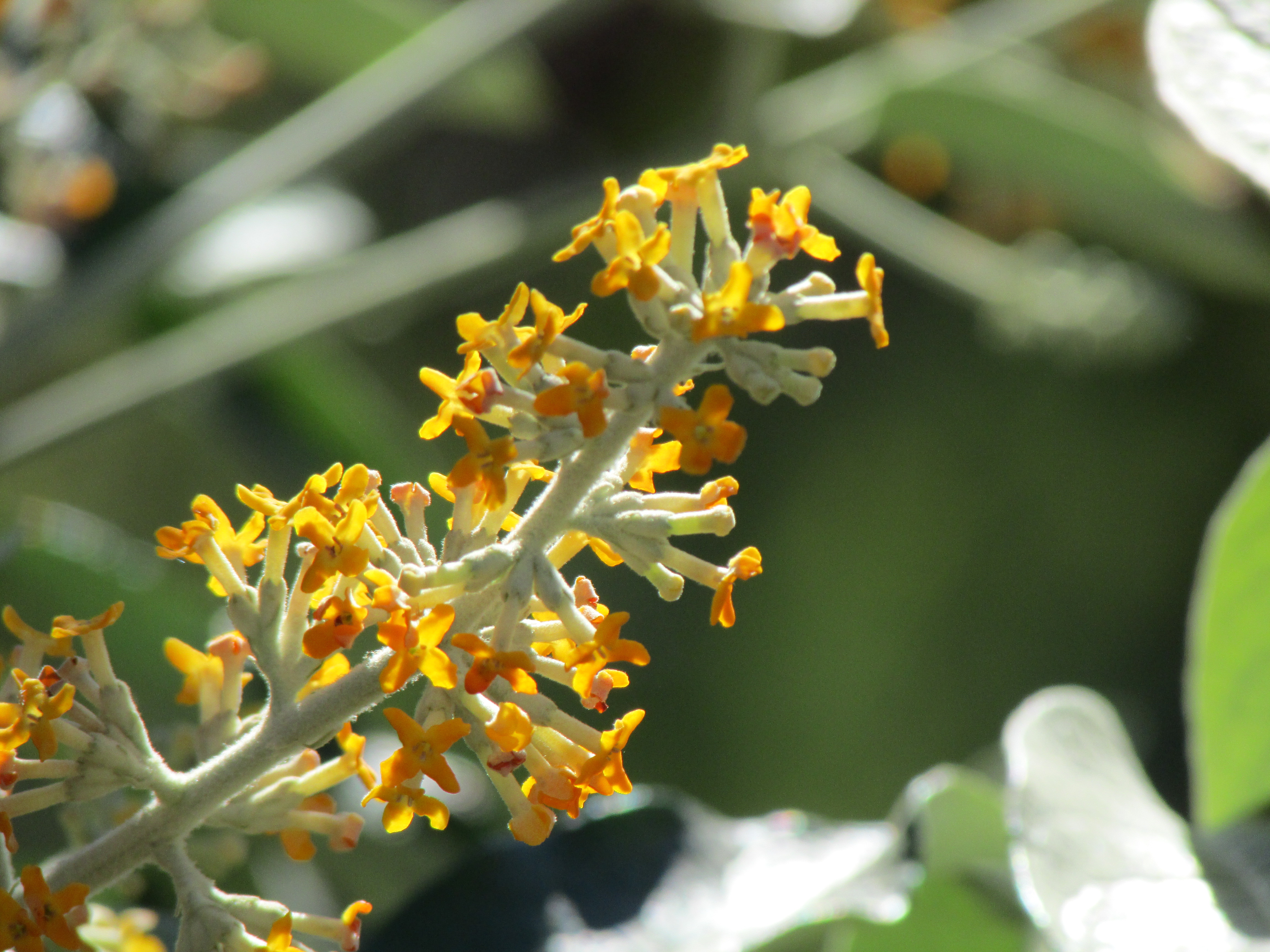
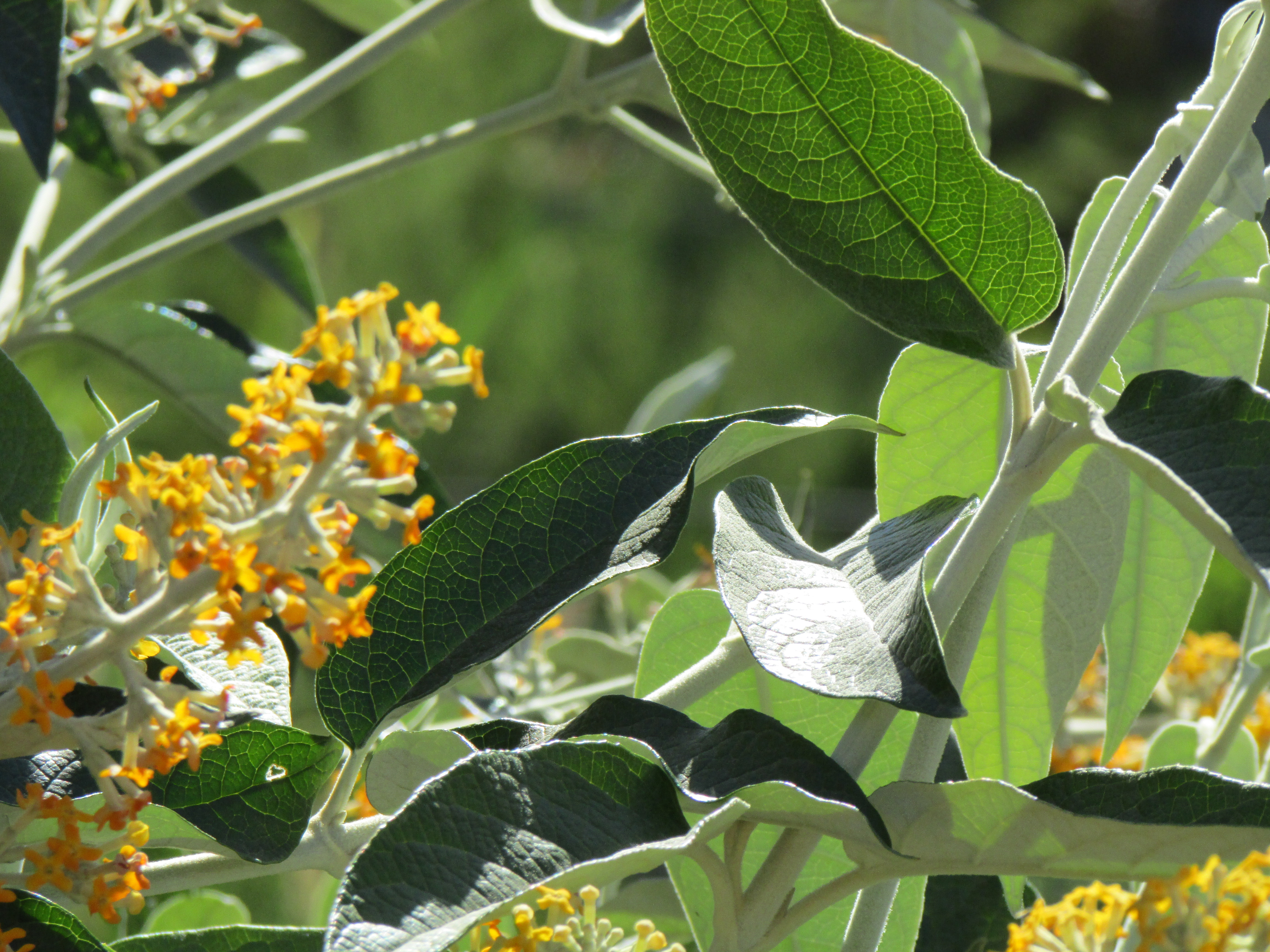